# Новоильинский (Кемеровская область)
Новоильи́нский — посёлок в Ленинск-Кузнецком районе Кемеровской области. Входит в состав Горняцкого сельского поселения.

## Географическое положение
Центральная часть населённого пункта расположена на высоте 164 метров над уровнем моря.

## История
Указом Президиума Верховного Совета РСФСР от 15 августа 1963 года посёлок фермы № 3 совхоза «Ленинуголь» Ленинск-Кузнецкого сельского района переименован в посёлок Новоильинский.

## Население
| 2010 |
| ---- |
| 33   |

По данным Всероссийской переписи населения 2010 года, в посёлке Новоильинский проживает 33 человека (18 мужчин, 15 женщин).